# تغییر متغیر
در ریاضیات، تغییر متغیر تکنیک پایه‌ای است که از آن جهت ساده‌سازی مسائل استفاده می گردد. طی این فرایند، متغیر اصلی توسط تابعی از متغیرهای دیگر جایگزین می گردد. هدف از تغییر متغیر این است که با بیان عبارت بر حسب متغیر (های) جدید، مسئله را ساده سازی کرده یا تبدیل به مسئله ای کنند که قابلیت فهم بهتری دارد.
تغییر متغیر عملی مرتبط با جایگذاری است. با این حال، این ها اعمال متفاوتی اند. این تفاوت را در بحث دیفرانسیل‌گیری (قاعده زنجیره‌ای) یا انتگرال‌گیری (انتگرال‌گیری با جایگزینی) می توان رؤیت نمود.
یک مثال ساده از تغییر متغیر مفید را می توان در مسئله یافتن ریشه‌های چندجمله‌ای درجه شش زیر دید:
{\displaystyle x^{6}-9x^{3}+8=0.}
در حالت کلی نمی توان معادلات درجه شش را برحسب رادیکال ضرایب حل نمود (قضیه آبل-روفینی را مشاهده کنید). با این حال این معادله خاص را می توان به صورت زیر نوشت:
{\displaystyle (x^{3})^{2}-9(x^{3})+8=0}
(این مثال ساده ای از تجزیه چندجمله ای است). ازین رو، این معادله را می توان با تعریف متغیر جدیدی به صورت {\displaystyle u=x^{3}} ساده تر نمود. جایگزین نمودن {\displaystyle {\sqrt[{3}]{u}}} به جای {\displaystyle x}، چندجمله ای فوق به صورت زیر تبدیل می گردد:
{\displaystyle u^{2}-9u+8=0,}
که صرفاً معادله مربعی با دو جواب زیر است:
{\displaystyle u=1} و {\displaystyle u=8}
این جواب ها را (با برگرداندن جایگزینی اخیر، یعنی قرار دادن {\displaystyle x^{3}} به جای u) می توان براساس متغیرهای اصلی نوشت:
{\displaystyle x^{3}=1} و {\displaystyle x^{3}=8}
سپس، با فرض این که صرفاً به جواب‌های حقیقی معادله مذکور علاقه مند باشیم، جواب های معادله اصلی به صورت زیر بدست خواهد آمد:
{\displaystyle x=(1)^{1/3}=1} و {\displaystyle x=(8)^{1/3}=2}